# Dolmen de Gornevez
Le dolmen de Gornevèse (ou dolmen de Gornevez) est un dolmen de Séné, dans le Morbihan en France.

## Localisation
Le mégalithe est situé dans un jardin public, au hameau de Le Gornevez.

## Description
Le dolmen est formé de 3 orthostates supportant une dalle de couverture d'environ 3 × 1 m,.

## Historique
Le monument a été fouillé en 1878 par M. Prulhierre, sans résultat. Le dolmen est classé au titre des monuments historiques par arrêté du 8 janvier 1968.